# エルヴェ・ド・リューズ
エルヴェ・ド・リューズ（Hervé de Luze、1949年 - ）は、フランスの映画編集技師。エルヴェ・ド・ルーズとも表記される。

## 来歴
クロード・ベリやロマン・ポランスキー、アラン・レネ監督作品の編集を多く手がけている。セザール賞編集賞を3回受賞している。また、『戦場のピアニスト』で第75回アカデミー編集賞にノミネートされた。

## 主な編集作品
- 世界詐欺物語オランダ篇 Les Plus Belles Escroqueries du monde: La Rivière de diamants (1964)
- 学校の先生 Le maître d'école (1981)
- チャオ・パンタン Tchao pantin (1983)
- ポランスキーの パイレーツ Pirates (1986)
- 愛と宿命の泉 Jean de Florette, Manon des sources (1986)
- エリザとエリック Jeux d'artifices (1987)
- ワルシャワの悲劇 神父暗殺 To Kill a Priest (1988)
- シティ・オブ・ジョイ City of Joy (1992) クレジットなし
- 赤い航路 Bitter Moon (1992)
- ジェルミナル Germinal (1993)
- 死と処女 Death and the Maiden (1994)
- パパと呼ばないで Le garçu (1995)
- リュシー・オブラック Lucie Aubrac (1997)
- 恋するシャンソン On connaît la chanson (1997)
- アステリクスとオベリクス Astérix et Obélix contre César (1999)
- ナインスゲート The Ninth Gate (1999)
- ムッシュ・カステラの恋 Le Goût des autres (2000)
- エスター・カーン めざめの時 Esther Kahn (2000)
- 戦場のピアニスト The Pianist (2002)
- ブラウン夫人のひめごと 24 heures de la vie d'une femme (2002)
- ボディスナッチ Corps à corps (2003)
- 巴里の恋愛協奏曲 Pas sur la bouche (2003)
- スイスへようこそ Bienvenue en Suisse (2004)
- オリバー・ツイスト Oliver Twist (2005)
- 黒ドレスの女の香り Le Parfum de la dame en noir (2005)
- 六つの心 Coeurs (2006)
- 唇を閉ざせ Ne le dis à personne (2006)
- 風にそよぐ草 Les Herbes folles (2009)
- ニューヨーク、狼たちの野望 Staten Island (2009)
- ゴーストライター The Ghost Writer (2010)
- 君のいないサマーデイズ Les petits m ouchoirs (2010)
- 許されぬ人たち Impardonnables (2011)
- おとなのけんか Carnage (2011)
- 故郷よ La terre outragée (2011)
- あなたはまだ何も見ていない Vous n'avez encore rien vu (2012)
- マイ・ブラザー 哀しみの銃弾 Blood Ties (2013)
- 毛皮のヴィーナス La Vénus à la fourrure (2013)
- 愛して飲んで歌って Aimer, boire et chanter (2014)
- 愛しすぎた男 37年の疑惑 L'homme qu'on aimait trop (2014)
- 神様メール Le tout nouveau testament (2015)
- 愛の監獄 Éperdument (2016)
- パリは今夜も開演中 Ouvert la nuit (2016)
- 今さら言えない小さな秘密 Raoul Taburin (2018)
- オフィサー・アンド・スパイ J'accuse (2019)

## 受賞
- セザール賞編集賞
  - 第23回（『恋するシャンソン』、1998年）[2]
  - 第32回（『唇を閉ざせ』、2007年）[3]
  - 第36回（『 ゴーストライター』、2011年）[4]